# Alisa Jefimowa
Alisa Borisowna Jefimowa (ur. 8 czerwca 1999 w Kouvola) – rosyjska łyżwiarka figurowa reprezentująca Niemcy, startująca w parach sportowych z Rubenem Blommaertem. Medalistka zawodów z cyklu Grand Prix i Challenger Series.

## Osiągnięcia

### Pary sportowe

#### Z Rubenem Blommaertem (Niemcy)
| Zawody                        | 21–22          | 22–23          |                |                |                |                |                |                |                |                |                |                |                |                |                |                |                |
| Międzynarodowe                | Międzynarodowe | Międzynarodowe | Międzynarodowe | Międzynarodowe | Międzynarodowe | Międzynarodowe | Międzynarodowe | Międzynarodowe | Międzynarodowe | Międzynarodowe | Międzynarodowe | Międzynarodowe | Międzynarodowe | Międzynarodowe | Międzynarodowe | Międzynarodowe | Międzynarodowe |
| ----------------------------- | -------------- | -------------- | -------------- | -------------- | -------------- | -------------- | -------------- | -------------- | -------------- | -------------- | -------------- | -------------- | -------------- | -------------- | -------------- | -------------- | -------------- |
| Mistrzostwa świata            |                | 10             |                |                |                |                |                |                |                |                |                |                |                |                |                |                |                |
| Mistrzostwa Europy            |                | 4              |                |                |                |                |                |                |                |                |                |                |                |                |                |                |                |
| GP Grand Prix Espoo           |                | 2              |                |                |                |                |                |                |                |                |                |                |                |                |                |                |                |
| GP Skate Canada International |                | WD             |                |                |                |                |                |                |                |                |                |                |                |                |                |                |                |
| CS Finlandia Trophy           |                | 2              |                |                |                |                |                |                |                |                |                |                |                |                |                |                |                |
| CS Golden Spin of Zagreb      |                | 5              |                |                |                |                |                |                |                |                |                |                |                |                |                |                |                |
| CS Nebelhorn Trophy           |                | 2              |                |                |                |                |                |                |                |                |                |                |                |                |                |                |                |
| Krajowe                       |                |                |                |                |                |                |                |                |                |                |                |                |                |                |                |                |                |
| Mistrzostwa Niemiec           | 2              |                |                |                |                |                |                |                |                |                |                |                |                |                |                |                |                |

#### Z Aleksandrem Korwinem (Rosja)

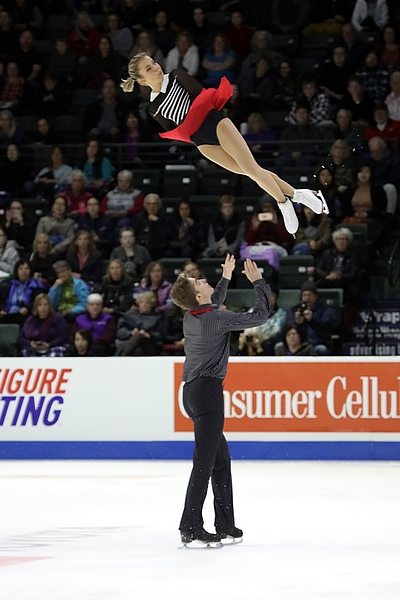
Jefimowa i Korowin na zawodach Skate America 2018

| Zawody                     | 15–16          | 16–17          | 17–18          | 18–19          | 19–20          |                |                |                |                |                |                |                |                |                |                |                |                |
| Międzynarodowe             | Międzynarodowe | Międzynarodowe | Międzynarodowe | Międzynarodowe | Międzynarodowe | Międzynarodowe | Międzynarodowe | Międzynarodowe | Międzynarodowe | Międzynarodowe | Międzynarodowe | Międzynarodowe | Międzynarodowe | Międzynarodowe | Międzynarodowe | Międzynarodowe | Międzynarodowe |
| -------------------------- | -------------- | -------------- | -------------- | -------------- | -------------- | -------------- | -------------- | -------------- | -------------- | -------------- | -------------- | -------------- | -------------- | -------------- | -------------- | -------------- | -------------- |
| GP Cup of China            |                |                |                |                | 8              |                |                |                |                |                |                |                |                |                |                |                |                |
| GP NHK Trophy              |                |                |                |                | 4              |                |                |                |                |                |                |                |                |                |                |                |                |
| GP Rostelecom Cup          |                | 7              |                | 5              |                |                |                |                |                |                |                |                |                |                |                |                |                |
| GP Skate America           |                |                |                | 2              |                |                |                |                |                |                |                |                |                |                |                |                |                |
| CS Finlandia Trophy        |                |                |                |                | 2              |                |                |                |                |                |                |                |                |                |                |                |                |
| CS Golden Spin Zagrzeb     |                |                |                | 1              |                |                |                |                |                |                |                |                |                |                |                |                |                |
| CS Lombardia Trophy        |                |                | 5              |                |                |                |                |                |                |                |                |                |                |                |                |                |                |
| CS Memoriał Ondreja Nepeli |                |                | 3              |                |                |                |                |                |                |                |                |                |                |                |                |                |                |
| CS Nebelhorn Trophy        |                |                |                | 1              | 7              |                |                |                |                |                |                |                |                |                |                |                |                |
| CS Tallinn Trophy          |                | 2              | 2              |                |                |                |                |                |                |                |                |                |                |                |                |                |                |
| Cup of Tyrol               |                | 2              |                |                |                |                |                |                |                |                |                |                |                |                |                |                |                |
| Memoriał Helmuta Seibta    | 2              |                |                |                |                |                |                |                |                |                |                |                |                |                |                |                |                |
| Zimowa uniwersjada         |                |                |                | 1              |                |                |                |                |                |                |                |                |                |                |                |                |                |
| Krajowe                    |                |                |                |                |                |                |                |                |                |                |                |                |                |                |                |                |                |
| Mistrzostwa Rosji          | 9              | 8              | 9              | 6              | 9              |                |                |                |                |                |                |                |                |                |                |                |                |

### Solistki (Finlandia)
| Zawody                                | 09–10                                 | 10–11                                 | 11–12                                 | 12–13                                 | 13–14                                 |                                       |                                       |                                       |                                       |                                       |                                       |                                       |                                       |                                       |                                       |                                       |                                       |                                       |
| Międzynarodowe: Kategorie młodzieżowe | Międzynarodowe: Kategorie młodzieżowe | Międzynarodowe: Kategorie młodzieżowe | Międzynarodowe: Kategorie młodzieżowe | Międzynarodowe: Kategorie młodzieżowe | Międzynarodowe: Kategorie młodzieżowe | Międzynarodowe: Kategorie młodzieżowe | Międzynarodowe: Kategorie młodzieżowe | Międzynarodowe: Kategorie młodzieżowe | Międzynarodowe: Kategorie młodzieżowe | Międzynarodowe: Kategorie młodzieżowe | Międzynarodowe: Kategorie młodzieżowe | Międzynarodowe: Kategorie młodzieżowe | Międzynarodowe: Kategorie młodzieżowe | Międzynarodowe: Kategorie młodzieżowe | Międzynarodowe: Kategorie młodzieżowe | Międzynarodowe: Kategorie młodzieżowe | Międzynarodowe: Kategorie młodzieżowe | Międzynarodowe: Kategorie młodzieżowe |
| ------------------------------------- | ------------------------------------- | ------------------------------------- | ------------------------------------- | ------------------------------------- | ------------------------------------- | ------------------------------------- | ------------------------------------- | ------------------------------------- | ------------------------------------- | ------------------------------------- | ------------------------------------- | ------------------------------------- | ------------------------------------- | ------------------------------------- | ------------------------------------- | ------------------------------------- | ------------------------------------- | ------------------------------------- |
| Bavarian Open                         |                                       |                                       |                                       | 4 J                                   |                                       |                                       |                                       |                                       |                                       |                                       |                                       |                                       |                                       |                                       |                                       |                                       |                                       |                                       |
| Dragon Trophy                         |                                       |                                       |                                       |                                       | 16 J                                  |                                       |                                       |                                       |                                       |                                       |                                       |                                       |                                       |                                       |                                       |                                       |                                       |                                       |
| NRW Trophy                            |                                       | 11 N                                  |                                       |                                       |                                       |                                       |                                       |                                       |                                       |                                       |                                       |                                       |                                       |                                       |                                       |                                       |                                       |                                       |
| Stockholm Trophy                      |                                       |                                       | 2 N                                   |                                       |                                       |                                       |                                       |                                       |                                       |                                       |                                       |                                       |                                       |                                       |                                       |                                       |                                       |                                       |
| Volvo Open Cup                        |                                       |                                       |                                       | 10 J                                  |                                       |                                       |                                       |                                       |                                       |                                       |                                       |                                       |                                       |                                       |                                       |                                       |                                       |                                       |
| Krajowe                               |                                       |                                       |                                       |                                       |                                       |                                       |                                       |                                       |                                       |                                       |                                       |                                       |                                       |                                       |                                       |                                       |                                       |                                       |
| Mistrzostwa Finlandii                 | 13 N                                  |                                       | 7 N                                   |                                       | 13 J                                  |                                       |                                       |                                       |                                       |                                       |                                       |                                       |                                       |                                       |                                       |                                       |                                       |                                       |